# Жульєн Робер
Жульєн Робер (фр. Julien Robert, 14 грудня 1974) — французький біатлоніст, дворазовий бронзовий призер олімпійських ігор, Чемпіон світу 2001 року, багаторазовий  призер етапів кубка світу з біатлону. Всі свої нагороди Жульєн завоював у складі чоловічої естафетної збірної Франція, окрім однієї бронзової медалі, яку він здобув в  індивідуальній гонці у 2001 році на етапі кубка світу в Солт-Лейк-Сіті. У 2008 році Жульєн завершив свою біатлонну кар'єру. 

## Виступи на Олімпійських іграх
| Рік  | Міце проведення | Інд | Спр | Пр | МС | Ест |
| 1998 | Нагано          | 40  | 67  |    |    |     |
| 2002 | Солт-Лейк-Сіті  | 54  | 35  | 39 |    | 3   |
| 2006 | Турин           | 6   | 18  | 10 | 16 | 3   |

## Виступи на чемпіонаті світу
| Рік  | Міце проведення      | Інд | Спр | Пр | МС | Ест | ЗМ |
| 1997 | Осрблі               | 30  | 40  |    |    | 5   |    |
| 1999 | Осло Холменколен     | 16  |     |    |    |     |    |
| 2000 | Осло Холменколен     | 59  | 54  | 45 |    |     |    |
| 2000 | Контіолахті          |     |     |    |    | 5   |    |
| 2001 | Поклюка              | 17  |     |    |    | 1   |    |
| 2003 | Ханти-Мансійськ      | 48  | 60  |    |    | 13  |    |
| 2004 | Обергоф              | 44  | 73  |    |    | 3   |    |
| 2005 | Гохфільцен           | 25  | 33  | 44 |    | 5   |    |
| 2005 | Ханти-Мансійськ      |     |     |    |    |     | 5  |
| 2007 | Антхольц-Антерсельва | 51  |     |    |    |     |    |
| 2008 | Естерсунд            | 23  |     |    |    | 5   |    |

## Загальний залік в Кубку світу
- 1998—1999 — 53-е місце (16 очок)
- 1999—2000 — 40-е місце (52 очка)
- 2000—2001 — 34-е місце (147 очок)
- 2001—2002 — 56-е місце (41 очко)
- 2002—2003 — 20-е місце (252 очка)
- 2003—2004 — 26-е місце (202 очка)
- 2004—2005 — 29-е місце (180 очок)
- 2005—2006 — 24-е місце (254 очка)
- 2006—2007 — 53-е місце (43 очка)
- 2007—2008 — 62-е місце (36 очок)

## Статистика
У таблиці наведено статистику виступів біатлоніста в Кубку світу.
- Місця 1–3: кількість подіумів
- Чільна 10: кількість фінішів у першій десятці
- В очках: кількість виступів, на яких біатлоніст здобував очки
- Старти: кількість стартів
- Естафета: включно зі змішаною

| Місця                              | Індивід. | Спринт | Персьют | Мас-старт | Естафета | Разом |
| ---------------------------------- | -------- | ------ | ------- | --------- | -------- | ----- |
| 1                                  |          |        |         |           | 2        | 2     |
| 2                                  |          |        |         |           | 2        | 2     |
| 3                                  | 1        |        |         |           | 9        | 10    |
| Чільна 10                          | 3        | 1      | 7       | 2         | 41       | 54    |
| В очках                            | 16       | 28     | 33      | 16        | 46       | 139   |
| Стартів                            | 43       | 91     | 56      | 16        | 46       | 252   |
| Станом на: кінець сезону 2007/2008 |          |        |         |           |          |       |